# Aleksandr Achiezer
Aleksandr Il'ič Achiezer (in russo Алекса́ндр Ильи́ч Ахие́зер?; Distretto di Čėrykaŭ, 31 ottobre 1911 – Charkiv, 4 maggio 2000) è stato un fisico sovietico, noto per i contributi a numerosi rami della fisica teorica, tra cui l'elettrodinamica quantistica, la fisica nucleare e subnucleare, la fisica dello stato solido, la teoria quantistica dei campi e la teoria del plasma. Era il fratello del matematico Naum Akhiezer.

## Biografia
Achiezer è nato a Čėrykaŭ, nell'impero russo, nell'attuale regione di Mahilëŭ, in Bielorussia. Ha studiato ingegneria radiofonica al Kiev Polytechnic Institute dal 1929 al 1934. Dal 1934 ha lavorato presso l'Istituto ucraino di fisica e tecnologia a Charkiv. Con Isaak Pomerančuk e sotto la supervisione di Lev Landau, ha studiato lo scattering luce-luce e ha conseguito un dottorato di ricerca nel 1936.
Quando Landau lasciò Charkiv nel 1938, Akhiezer divenne capo del dipartimento di fisica teorica. Un trattato sull'assorbimento delle onde nelle quasiparticelle modulate gli ha conferito la laurea di abilitazione nel 1941, da quando era professore ordinario nello stesso luogo fino alla sua morte all'età di 89 anni.
Con Cyril Sinelnikov e Anton K. Valter ha fondato la facoltà di fisica e tecnologia. Con Pomerančuk studiò lo scattering di neutroni e la fisica del plasma presso l'istituto di fisica nucleare Kurchatov di Mosca (1944–52).

## Premi
- 1949 Premio LI Mandelshtam dell'Accademia russa delle scienze
- Premio Pomerančuk 1998

## Opere
- Primo libro russo sulle reazioni nucleari (1945)
- Elettrodinamica quantistica (1965)
- Fisica generale: fisica meccanica e molecolare (1965). Con Lev Landau ed Evgenij Michajlovič Lifšic
- Onde di spin (1968). Con Viktor G. Baryakhtar e Sergei V. Peletminskii.
- Evoluzione dell'immagine fisica del mondo (1973 in russo; versione aggiornata 1996 in inglese)
- Elettrodinamica al plasma (1975)
- Fisica delle particelle elementari (1979), Particelle elementari (1986) e Biografia delle particelle elementari (1979). Con Michajl P. Rekalo.
- Dai quanti di luce ai quark di colore (1993). Con Yu. P. Stepanovsky.